# 브랑코 보조비치
브랑코 보조비치(영어: Branko Božović, 1969년 10월 21일 ~ )는 세르비아 출신의 축구 선수이다.
1996년 울산 현대에 입단하여 1996 시즌 한 시즌 동안 활약하였다. K리그에서 등록명은 브랑코를 사용하였다